# 豊田市立浄水北小学校
豊田市立浄水北小学校（とよたしりつ じょうすいきたしょうがっこう）は、愛知県豊田市浄水町にある公立小学校。

## 概要
- 伊保町（三本松の一部、向山の一部）、浄水町（伊保原の一部、 原山の一部）、大清水町（大清水の一部）が校区である。公立中学校に進学する場合は豊田市立浄水中学校へ進学する [1]。
- 「地域共働型学校」ということを豊田市で初めて具現化した学校である。その議論の場として、地域住民、自治団体、学校、行政、専門家が集まる整備検討会「おいでんの会」を開催している。

## 沿革
- 2014年（平成26年）4月 - 豊田市立浄水小学校から分離し、豊田市立浄水北小学校として開校する。

## 交通アクセス
- 名鉄豊田線浄水駅下車、徒歩約13分。
- 愛知環状鉄道線貝津駅下車、徒歩約15分。

## 周辺施設
- 中京大学豊田キャンパス
- 愛知県立豊田高等学校
- 豊田大谷高等学校
- 豊田市立浄水中学校
- 豊田市立浄水小学校
- 豊田市立豊田特別支援学校
- 加茂看護専門学校
- 豊田厚生病院
- 愛知少年院
- 豊田浄水場
- 名鉄豊田線浄水駅